# هربرت سيمون
هربرت سيمون (بالإنجليزية: Herbert Simon) هو شخصية أعمال أمريكي، ولد في 20 أكتوبر 1934 في نيويورك في الولايات المتحدة.